# Білогірське городище
Білогірське городище або городище Ак-Кая — Вишенне — залишки великого скіфського міста в Білогірському районі Автономної Республіки Крим.

## Археологія
Площа городища 10 га, існувало воно в 4-1 століттях до нашої ери. Пізніше на цьому місці збудували фортецю.
Ймовірно це городище було пізньоскіфською столицею до Неаполя Скіфського. Це городище — перехідний етап між ранніми скіфами-кочівниками і пізніми осілими скіфами.
Столиця скіфів була перенесена в Крим, за останніми даними, в городище Ак-Кая, на якому ведуться розкопки з 2006 року. За результатами порівнянь планів розкопок з аерофотознімками і зйомкою з космосу було визначено, що знайдено велике місто з фортецею, яке існувало на два століття раніше, ніж Неаполь Скіфський.
У 130-х до н. е. на річці Салгир (в межах сучасного Сімферополя) на місці існуючого поселення був побудований Неаполь Скіфський, імовірно, під керівництвом царя Скілура.
Крім скіфів, у різні епохи на території Ак-Кая жила різна людність. Відкрита фортеця Ак-Кая є класичним археологічним листковим пирогом: знизу камені римського часу, а згори — тесана кладка хазар.
У листопаді 2012 в Ак-Кая відкрили туристичний маршрут. Він включає відвідування скіфського кургану з кам'яним склепом, святилища з наскельними малюнками хазарського часу, скіфського та хазарського городища, кварталу майстрів, виставки артефактів і велопробіг по території археологічного парку.